# Vix, Vendée
Vix là một xã ở tỉnh Vendée trong vùng Pays de la Loire, Pháp. Xã này có diện tích 28,53 kilômét vuông, dân số năm 2006 là 1702 người. Xã này nằm ở khu vực có độ cao trung bình 12 mét trên mực nước biển.

## Biến động dân số
| 1962                                        | 1968  | 1975  | 1982  | 1990  | 1999  | 2006  |
| ------------------------------------------- | ----- | ----- | ----- | ----- | ----- | ----- |
| 1 467                                       | 1 492 | 1 521 | 1 725 | 1 670 | 1 572 | 1 702 |
| Số liệu từ năm1962: Dân số không tính trùng |       |       |       |       |       |       |